# Ensayo de memoria
Ensayo de memoria es un término usado para la función de repetición en la retención de la memoria, que implica repetir la información una y otra vez para conseguir que la información sea procesada y almacenada en la memoria.

## Buffer de ensayo
En neurofisiología y psicología cognitiva un buffer de ensayo o buffer de repetición, es una sección especial de la memoria a corto plazo, que permite, a base de múltiples ensayos (o repeticiones), pasar la información a la memoria a largo plazo.
Cuando visualizamos una información, esta entra en la memoria sensorial. Sin embargo, la información almacenada en la memoria sensorial desaparece muy rápidamente, en la mayoría de los casos. al cabo de un segundo. Por lo tanto, a menos que la información sea rápidamente transferida a otro lugar, se perderá . Parte de la información de la memoria sensorial se transfiere de hecho a la llamada memoria a corto plazo. La memoria a corto plazo no suele no ser muy grande (depende de cada individuo) y, en general, se pierde al cabo de unos 15 segundos. Se puede imaginar la experiencia de buscar un número de teléfono en el listín telefónico y tan solo después de andar unos pasos hasta el teléfono (sin pensar en él) y el número se ha ido de la mente en el momento en que se pretende marcar. Sin embargo, la información almacenada en la memoria a corto plazo puede conservarse en una sección especial de dicha memoria llamada buffer de ensayo. La información en el buffer de ensayo no se pierde, sino que puede mantenerse indefinidamente en un bucle si se repite una y otra vez la información. Así para mantener el número 795-9901 en el buffer de ensayo, basta repetir "795-9901.. 795-9901.. 795-9901" tantas veces como haga falta.

## Ensayo de mantenimiento
Ensayo de mantenimiento es un tipo de ensayo de memoria que es útil en mantener información en memoria a corto plazo o memoria de trabajo Aun así, no es una manera eficaz de habiendo la información procesada y transferido a memoria de plazo largo. Este tipo del ensayo normalmente implica repetir información sin pensar sobre su significado o conectándolo a otra información. Esto es por qué la información no es normalmente transferido a memoria de plazo largo.
Un ejemplo de ensayo de mantenimiento sería recordar un número de teléfono solo mucho tiempo bastante para hacer la llamada de teléfono. Para caso, uno puede mirar arriba de un número de teléfono en un libro de teléfono y constantemente repetir el número fuera de fuerte hasta el número está puesto al teléfono para hacer la llamada. El número está aguantado en memoria laborable mucho tiempo bastante para hacer la llamada pero el número nunca es transferidos a memoria de plazo largo. Una hora más tarde, o incluso cinco minutos después de la llamada, el número de teléfono ya no será recordado.
Ensayo de mantenimiento es un plazo utilizado en el estudio de memoria. La idea estuvo empezada en 1972 cuándo investigadores Craik y Lockhard determinó hay dos rutas de la información que procesa utilizado para recordar. Ensayo de mantenimiento implica continuar para procesar un elemento en el mismo nivel (Baddeley, 2009). Ensayo de mantenimiento solo requiere una cantidad de nivel bajo de atención cognitiva porque es básico y repetitivo. Tiene el potencial para inmediato recuerda, pero tiene poco efecto en recordar en memoria de plazo largo (Greene, 1987). Dependiendo de la información que necesidades de ser procesadas determina qué ruta de recordar un @individual utilizará. Por ejemplo, si la información necesidades únicas para ser utilizados temporalmente, una persona utilizará ensayo de mantenimiento en memoria laborable. Pero, si las necesidades de información para ser utilizados en una fecha más tardía, más probablemente una persona utilizará elaborative ensayo. En elaborative ensayo, la información está procesada en un nivel más profundo y tiene la capacidad de mover a mucho tiempo-memoria de plazo. En una revisión de literatura, los investigadores propusieron una hipótesis que, “la información que introduce la memoria laborable del mundo externo visual está procesada por estructuras en el parietales y temporal los lóbulos especializaron para perceptual procesamiento (Jondies, Lacey & Nee, 2005).
Ensayo de mantenimiento tiene el potencial de asistir en memoria de plazo largo en situaciones seguras. En un estudio anterior, los investigadores miraban en la diferencia en recordar para un conjunto de palabras entre participantes quién supo iban a ser preguntados para recordar las palabras, en qué repitieron las palabras tiempo múltiple y los participantes que no supieron iban a recordar las palabras, en qué solo repitieron las palabras una vez. El grupo que estuvo dicho tendrían que recordar las palabras en una fecha más tardía, significativamente mejor que quienes no fueron dichos tendrían que recordar (Baddeley, 2009). hay también una correlación positiva entre el meaningfulness de las palabras y cuánto un @individual les recordarán (Baddeley, 2009). El más significando un @individual asocia con una palabra segura o una lista de palabras, el más probablemente y más fáciles lo será para ellos para recordarles si preguntado para repetirles en una fecha más tardía.
Puede haber diferencias en qué niños más jóvenes y más viejos ensayan. Dempster (1981), informa que en niños más jóvenes, tienden a solo ensayar un elemento a la vez. Esto les ayuda ser capaz de recordar el elemento sin el desasear de otros elementos. La edad del desarrollo del niño también podría jugar una función en el número un niño es capaz de recordar y ensayar. El más viejo un niño es, el más elementos pueden ensayar inmediatamente (Dempster, 1981).
En muchas maneras, ensayo de mantenimiento es útil, como cuándo mirada de personas en un número de teléfono y necesidad a replicate él en unos cuantos segundos. Pero para información que necesidades más atención y procesamiento mejor, ensayo de mantenimiento es solo un provisional fija. #El @Individual tendrían que utilizar otras técnicas de procesamiento y elaborative ensayo para ayudar información de movimiento de laborable a mucho tiempo-memoria de plazo.
La memoria laborable es generalmente citada tan más de un proceso que un almacenamiento real y es crítico a la capacidad de mantener y manipular la información en una es mente. Debido a su importancia a cognición, trabajando la memoria es responsable para aquella información novel que tiene importancia inmediata, pero no es necesitado tanto que está cometido a almacenamiento permanente en memoria de plazo largo. De este modo, existe en algún lugar en una área en algún lugar entre corto-plazo y mucho tiempo-memoria de plazo.
El bucle fonológico es un concepto implicated en ensayo de mantenimiento y es mucho una función de memoria laborable. Está compuesto de dos partes: memoriade plazo a escaso, y un proceso de ensayo articulatorio que ambos trabajo a constantemente refresh subvocal memorización. La capacidad del bucle fonológico no es grande, solo siendo capaz de aguantar alrededor siete elementos, pero es muy dependiente en subvocal ensayo a refresh los rastros de memoria de aquellos elementos de modo que ellos temporalmente estancia en almacenamiento. De modo parecido, subvocal el ensayo es dependiente a la memoriade plazo corto en aquel es donde la información para el bucle fonológico está encontrada. De este modo, ambos procesos del bucle fonológico directamente confía encima uno otro para completar el proceso.
Con relación a aprender teoría, el bucle fonológico ha sido encontrado para ser especialmente eficaz cuándo la información visual es paired con información auditiva. Para caso, si uno era para leer un conjunto de información y escuchar a él siendo leído audibly, son más probablemente para recordarlo que si eran a sencillamente leídos él sin el audio a suplemento él. De este modo, es cierto que el ensayo de mantenimiento es más beneficioso con rote memorización, aun así pueda ser utilizado como herramienta para aprender particularmente cuándo paired con otros modos.

## Ensayo elaborado
El ensayo elaborado es un tipo de ensayo de memoria que es útil en transferir información a memoria a largo plazo. Este tipo de ensayo es eficaz porque implica pensar sobre el significado de la información y conectándolo a otra información ya almacenada en memoria. Va mucho más profundo que ensayo de mantenimiento.
SDe acuerdo con el efecto de los niveles-de-procesamiento de Fergus I. M. Craik y Robert S. Lockhart En 1972, este tipo de trabajos de ensayo más debido a esta profundidad de procesar.
Además de procesar información novel en qué el significado detrás de la información es bastante para transferirlo a memoria de plazo largo, otra manera que elaborative trabajos de ensayo es por asociar información nueva con información que es ya aguantado en memoria de plazo largo. Esta aproximación requiere el estudiante para comprometer con información nueva en una manera que crea conexiones significativas a anteriormente-aprendió cosas, por ello dirigiendo a la información nueva también siendo cometido a memoria de plazo largo.
Una manera eficaz de animar elaborative el ensayo es por comprometer con el material en más de una manera. Para caso, discusión o grupos de estudio proporcionan una oportunidad de hacer piezas discretas de información más personal por sujetar historias a ellos y creando conexiones significativas a las cosas ya aprendieron. Elaborative El ensayo tiene soporte fuerte en aprender, especialmente en su atención a conexiones significativas a través de piezas y conceptos diferentes de información. Más específicamente, elaborative el ensayo es extremadamente beneficioso cuándo recordando piezas más grandes de información como frases u otro más grandes chunks.

## Modelo de Baddeley-Hitch
En el Modelo de Baddeley-Hitch de memoria de trabajo, esta capacidad comprende un ejecutivo central y dos buffers – el bucle fonológico y el buffers visuospatial Ambos buffers  de almacenamiento está caracterizado por ensayo y almacenamiento pasivos información. Esta función de ensayo ha sido asociada con redes frontales como el Broca área. Más específicamente, subvocal el ensayo y el mantenimiento verbal están asociados con la izquierda posterior giro precentral. El almacenamiento provisional del bucle fonológico es a menudo atribuido al giro supramarginal en el lóbulo parietal.